# Fuertesimalva chilensis
Fuertesimalva chilensis là một loài thực vật có hoa trong họ Cẩm quỳ. Loài này được (A.Braun & Bouché) Fryxell mô tả khoa học đầu tiên năm 1996.